# Callynomes niveoguttata
Callynomes niveoguttata är en skalbaggsart som beskrevs av Sakai 1997. Callynomes niveoguttata ingår i släktet Callynomes och familjen Cetoniidae. Inga underarter finns listade.